# 羅尼·菲利普
羅尼·菲利普（Ronny Philp）是德國的一位足球運動員。出生在羅馬尼亞錫比烏。在場上司職後衛。他現在效力于德甲球隊奧格斯堡。